# Конголезская платформа

Примерное местонахождение геологических платформ мезопротерозое

Конголе́зская платформа — древная протоплатформа из относительно устойчивых участков земной коры, образовавшаяся 3,5-2,5 млрд лет назад. В палеопротерозое примерно 2,2-1,8 млрд лет назад она столкнулась Танзанийской платформой и платформой Сан-Франциско. Около 550—530 млн лет назад Конголезская платформа соединилась с Калахарийской платформой . Платформа занимает территорию современной ДР Конго.
Площадь примерно 2,2 млн км². Платформу иногда называют Заиром.